# مدال لورنتس
مدال لورنتز جایزه ای است که هر چهار سال یک بار توسط آکادمی سلطنتی هنر و علوم هلند اعطا می‌شود. این دانشگاه در سال ۱۹۲۵ به مناسبت پنجاهمین سالگرد کسب مدرک دکترای هندریک لورنتز تأسیس شد. این مدال برای پیشبردهای مهم در فیزیک نظری به افراد اعطا می‌شود، اگرچه در گذشته برخی افراد پژوهش گر در فیزیک تجربی در میان دریافت کنندگان آن وجود داشته‌اند.
اولین برنده این مدال، ماکس پلانک، شخصاً توسط لورنتس انتخاب شد. ۱۱ نفر از ۲۳ برنده جایزه بعداً جایزه نوبل دریافت کردند. مدال لورنتس در فهرست معتبرترین جوایز دانشگاهی بین‌المللی در فیزیک در رتبه پنجم قرار دارد.

## دریافت کنندگان
| سال  | افراد                         |
| ---- | ----------------------------- |
| ۲۰۲۲ | دان فرنکل                     |
| ۲۰۱۸ | خوان مارتین مالداسنا          |
| ۲۰۱۴ | مایکل بری                     |
| ۲۰۱۰ | ادوارد ویتن                   |
| ۲۰۰۶ | لئو پی کادانوف                |
| ۲۰۰۲ | فرانک ویلچک                   |
| ۱۹۹۸ | کارل ای. ویمن و اریک آ. کورنل |
| ۱۹۹۴ | الکساندر پولیاکوف             |
| ۱۹۹۰ | پیر ژیل دو ژن                 |
| ۱۹۸۶ | خرارد توفت                    |
| ۱۹۸۲ | آناتول آبراگام                |
| ۱۹۷۸ | نیکلاس بلومبرگن               |
| ۱۹۷۴ | جان اچ. ون ولک                |
| ۱۹۷۰ | جرج اولنبک                    |
| ۱۹۶۶ | فریمن دایسون                  |
| ۱۹۶۲ | رودولف پیرلز                  |
| ۱۹۵۸ | لارس اونساگر                  |
| ۱۹۵۳ | فریتز لاندن                   |
| ۱۹۴۷ | هندریک آنتونی کرامرز          |
| ۱۹۳۹ | آرنولد زومرفلد                |
| ۱۹۳۵ | پیتر دبای                     |
| ۱۹۳۱ | ولفگانگ پائولی                |
| ۱۹۲۷ | ماکس پلانک                    |